# Задужбина
Задужбина (на сръбски: задужбина) е сграда в Средновековна Сърбия (обикновено църква или манастир), построена от владетел за спасение на душата.
В миналото означава „завещано за помен на душата“ (на латински: Legatum in animae salutem). В съвремието е форма на благотворителност и по-точно имот или имущество, предавано за благотворителни или просветителски цели.

## Понятие
Етимологично задужбина означава „за душата“, „завещано за помен на душата“, „да се направи нещо за душата“. В извори от Османския период се среща изписано и като „задушбина“, но тази форма не се утвърждава в съвременния сръбски. В Средновековна Сърбия с термина задужбина се означава сграда (обикновено храм или манастир), построена от владетел за „спасение на душата“. Предназначена е и за упокоение на тленните останки на своя основател. Дейността по създаване и устройство на задужбината се нарича задужбинарство. Тази практика води началото си от времето на великия жупан Стефан Неман (1168-1196), който през 1183 г. построява манастира „Студеница“ – като своя задужбина. Особеното при тази дейност е, че дарителят, в желанието си да спаси душата си, не просто построява сградите и дарява имоти и средства, а изрично определя изразходването на приходите от тях за благотворителност. Това ясно личи от текста на владетелските дарствени грамоти. На практика това са средновековни фондации, наподобяващи ислямските – особеност, която придава специфичния характер на задужбинарството и го отличава от „ктиторството“ и от останалите видове дарителство. В съвременния сръбски език терминът задужбина означава форма на благотворителност и по-точно имот или имущество, което се предава за благотворителни или просветителски цели, без това да е непременно обвързано с Православната църква.
През 1186 година по инициатива на Стефан Неманя се провежда църковно-народен събор на Петрова църква, който отдава на анатема богомилството, явно пуснало още по онова време здрави корени в сръбските земи. След Стефан Неманя всеки член на владетелската династия вдига поне своя задужбина (манастир или църква). По традиция сръбската архиепископия канонизира всички крале Неманичи за светци.